# James Cannon (rugby à XV)
Pour les articles homonymes, voir James Cannon et Cannon.

a Compétitions nationales et continentales officielles uniquement.

Dernière mise à jour le 16 avril 2020.
James Vincent Cannon, né le 24 septembre 1988 à Kettering, est un joueur anglais de rugby à XV qui évolue au poste de deuxième ligne. Après avoir débuté avec les Northampton Saints en 2008 et joué avec les Bedford Blues lors de la saison 2008-2009, il rejoint les London Wasps en 2010. En 2016, il rejoint la province irlandaise du Connacht Rugby.

## Biographie
Il a été marié de 2012 à 2020 à l'actrice Joanne Froggatt qui interprète Anna dans Downton Abbey.